# Бањалучки зоолошки врт
Бањалучки зоолошки врт налазиo се у Делибашином селу (МЗ "Лазарево 1") уз ријеку Врбас, у сјевероисточном дијелу Града, у Републици Српској. Званично је био отворен 2008. године, а затворен је 2012. године. Затворен 2012.
Смјештен је био на површини од 23.000 m², на само 5 км од центра Града. Парк је био осмишљен тако да поред изложбе различитих биљних и животињских врста нуди и низ других садржаја као што су: дјечији забавни парк са различитим врстама реквизита за игру, заштићено и сигурно дјечије игралиште, јахање пони коња, роштиљска мјеста итд. Зоо парк је имао обезбијеђен паркинг простор. У амбијент је био уклопљен ресторан величине 400 m², који је на менију нудио велики избор јела и пића. У ресторану који је имао 220 сједећих мјеста могуће је било организовати све врсте прослава као што су: вјенчања, крштења, матуре и сл. Постојала је и могућност организовања рођенданских и сл. прослава у „Ладањкој кући” површине 120 m². Дакле у амбијенту траписке шуме на десној обали ријеке Врбас посјетиоцима се нудио садржај за цјелодневни одмор и рекреацију.
Зоолошки врт је располагао са неколико десетина, углавном ситнијих, животињских врста, као што су: срне, јелен лопатар, патуљасте козе, јазавац, куна златица, или разна перад, али и један примјерак макаки мајмуна. Од крупнијих животиња, ту су били медвјед, пар канадских вукова, лама и пар нојева.
Осим животиња, врт је имао и садржаје намијењене дјеци, мали рингишпил, ваздушни тобоган, игралиште са љуљашкама, као и многобројне клупе и столове за одмор.
Услови за држање животиња у Бањалучком зоолошком врту нису били на сјајном нивоу, о чему је у више наврата писало и друштво „Ноа“, бањалучко друштво за заштиту животиња. А због немогућности финансирања његовог рада у приватном власништву како је и егзистирао, а без помоћи власти, као и због штета које је претрпио током поплава, Зоо врт је затворен 2012. године.

## Медвјед
Медвјед по имену Момчило дошао је у Бањалучки зоолошки врт у прољеће 2009. године. Уловљен је на подручју Шипова, у Републици Српској, а у зоолошки врт је дошао залагањем радника врта.

## Галерија
- Дјеца пред кућом за зечеве и морску прасад
- Дио зоолошког врта намијењен за одмор посјетилаца
- Лисица у Бањалучком зоолошком врту
- Лама
- Лисица у Бањалучком зоолошком врту
- Ној у Бањалучком зоолошком врту
- Вукови у Бањалучком зоолошком врту
- Јелени у Бањалучком зоолошком врту